# De Nieuwe Snaar
De Nieuwe Snaar was een Vlaamse folk- en cabaretgroep uit Duffel. De groep was eerst een trio, maar vanaf 2000 een kwartet. Ze staan bekend om hun luchtige en humoristische nummers. 

## Geschiedenis
De Nieuwe Snaar (opvolger van De Snaar) startte in 1982, maar de leden waren daarvoor al actief in verschillende folk, skiffle en humoristische groepjes. Muzikant-tekstschrijver Hugo Matthysen leverde een belangrijke bijdrage aan het repertoire. Het nummer "De Prehistorie" (waarvan de melodie een cover was van "Bread & Butter" door The Newbeats) werd bekend als generiek voor het televisieprogramma De Pré Historie. Op 16 mei 2009 werd deze groep gehuldigd door de SIM-route (Schelde Internationale Muziekstroom): sindsdien hebben de groepsleden een eigen straat, 'Over de Nieuwe Snaar', aan de voet van de nieuwe Scheldebrug in de gemeente Bornem ('t Sas, Weert).
In 2011 verscheen het boek "Het verhaal van De Nieuwe Snaar" geschreven door groepslid Kris De Smet. Op 3 maart 2011 kondigden de groepsleden het einde van hun gezelschap aan. Hun afscheidstournee duurde tot 2014 vooraleer het doek definitief viel. Op 25 april 2014 gaf de Nieuwe Snaar hun laatste optreden tijdens Nekka nacht in het Sportpaleis te Antwerpen. Nekka nacht was een eerbetoon aan hen, de titel was "De Ereronde".

## Groepsleden
- Jan De Smet (zang, accordeon, ukelele, slide-whistle), 1982 - 2014
- Kris De Smet (zang, hobo, Engelse hoorn, tin-whistle), 1982 - 2014
- Geert Vermeulen (zang, viool, mandoline, gitaar), 1982 - 2014
- Walter Poppeliers (contrabas, trompet), 2000 - 2014

## Discografie
- Snaar (Parsifal, 1977) (als Snaar)
- Snaar Wars (Harpo Records, 1981) (als De Snaar)
- Hartelijk gefotografeerd (EMI, 1986)
- HACKáDJA ! (EMI, 1989)
- William (EMI, 1992)
- Revue (EMI, 1994)
- Famineurzeven (Myron LAM, 1997)
- De Vierde Maat (Myron LAM, 2000)
- Originele Hits (EMI, 2002)
- De Omloop (AMC, 2003)
- Essential (2005)
- Helden (2006)
- Foor 11 (2009)
- Koñec (2013)

### Hitnoteringen
| Album met hitnotering(en) in de Vlaamse Ultratop 200 albums | Datum van verschijnen | Datum van binnenkomst | Hoogste positie | Aantal weken | Opmerkingen   |
| ----------------------------------------------------------- | --------------------- | --------------------- | --------------- | ------------ | ------------- |
| De omloop                                                   | 2003                  | 29-11-2003            | 91              | 1            |               |
| Helden                                                      | 2006                  | 28-10-2006            | 98              | 2            |               |
| Best of - 3CD                                               | 2014                  | 09-05-2014            | 85              | 10           | Verzamelalbum |